# Кикселловые
Кикселловые (лат. Kickxellales) — порядок грибов отдела Зигомикота, который относят к подотделу Kickxellomycotina. Содержит единственное семейство — Kickxellaceae, с 11 родами. Эта группа не является монофилетической.
Большинство представителей — сапротрофы в почве, экскрементах животных. К роду Martensella относятся паразиты, поражающие другие грибы.